# Décès en septembre 2013
Décès
- 2009
- 2010
- 2011
- 2012
- 2013
- 2014
- 2015
- 2016
- 2017

Pour une information complémentaire, voir la page d'aide.

| Date          | Nom                       | Activités | Âge | Source |
| ------------- | ------------------------- | --- | --- | ------ |
| 1er septembre | Pál Csernai               | Footballeur hongrois.                                                                                                | 80  |        |
| 1er septembre | Ignacio Eizaguirre        | Footballeur espagnol, gardien puis entraîneur.                                                                       | 92  | (es)   |
| 1er septembre | Jean Haritschelhar        | Académicien et poète basque et français.                                                                             | 90  |        |
| 1er septembre | Tommy Morrison            | Boxeur américain. | 44  |        |
| 2 septembre   | Isidro                    | Footballeur espagnol                                                                                                 | 76  | (es)   |
| 2 septembre   | Lévon Ananyan             | Journaliste et traducteur arménien.                                                                                  | 66  | (en)   |
| 2 septembre   | Valérie Benguigui         | Actrice française et metteur en scène.                                                                               | 52  |        |
| 2 septembre   | Ronald Coase              | Économiste britannique, Prix Nobel d'économie en 1991.                                                               | 102 | (en)   |
| 2 septembre   | Jacques Henripin          | Démographe, professeur et essayiste québécois.                                                                       | 87  |        |
| 2 septembre   | Xavier Krebs              | Artiste peintre et céramiste français.                                                                               | 90  |        |
| 2 septembre   | Pablo Krögh               | Acteur chilien. | 50  | (es)   |
| 2 septembre   | Olga Lowe                 | Actrice britannique.                                                                                                 | 93  | (en)   |
| 2 septembre   | Makoto Moroi              | Compositeur et critique musical japonais.                                                                            | 82  |        |
| 2 septembre   | Gérard Paradis            | Chanteur d'opérette et acteur québécois.                                                                             | 92  |        |
| 2 septembre   | Frederik Pohl             | Écrivain de science-fiction américain.                                                                               | 93  | (en)   |
| 2 septembre   | Paul Scoon                | Gouverneur général de la Grenade (1978-1992).                                                                        | 78  | (en)   |
| 2 septembre   | Alain Testart             | Anthropologue français.                                                                                              | 67  |        |
| 3 septembre   | Ariel Castro              | Tortionnaire américain, condamné pour enlèvement et séquestration de trois jeunes femmes.                            | 53  |        |
| 3 septembre   | Daniel Jacoby             | Avocat québécois, Protecteur du citoyen (1987-2001).                                                                 | 71  |        |
| 3 septembre   | José Ramón Larraz         | Bédéiste et réalisateur espagnol.                                                                                    | 84  | (es)   |
| 3 septembre   | Don Meineke               | Basketteur américain.                                                                                                | 82  |        |
| 3 septembre   | Lewis Morley              | Photographe britannique.                                                                                             | 88  | (en)   |
| 3 septembre   | Dick Ukeiwé               | Homme politique pro-français de Nouvelle-Calédonie.                                                                  | 84  |        |
| 4 septembre   | Jacques Alric             | Acteur français. | 83  |        |
| 4 septembre   | Ferdinand Biwersi         | Arbitre allemand de football.                                                                                        | 79  | (de)   |
| 4 septembre   | Michele Gismondi          | Coureur cycliste italien.                                                                                            | 82  |        |
| 4 septembre   | Dick Raaymakers           | Compositeur et dramaturge néerlandais.                                                                               | 83  | (nl)   |
| 4 septembre   | Stanislav Stepashkin      | Boxeur soviétique, champion olympique, poids plumes (-57 kg) aux Jeux d'été de Tokyo en 1964.                        | 73  | (ru)   |
| 5 septembre   | Sushmita Banerjee         | Écrivaine indienne.                                                                                                  | 49  |        |
| 5 septembre   | Geoffrey Goodman          | Journaliste britannique.                                                                                             | 91  | (en)   |
| 5 septembre   | Michel Guino              | Sculpteur français.                                                                                                  | 87  |        |
| 5 septembre   | Rochus Misch              | SS allemand, dernier garde du corps d'Adolf Hitler.                                                                  | 96  |        |
| 6 septembre   | Ann C. Crispin            | Romancière américaine de science-fiction.                                                                            | 63  | (en)   |
| 6 septembre   | Miriam Fletcher           | Éditorialiste vénézuélienne.                                                                                         | 78  | (es)   |
| 6 septembre   | Barbara Hicks             | Actrice britannique.                                                                                                 | 89  | (en)   |
| 6 septembre   | Bill Wallis               | Acteur britannique.                                                                                                  | 76  | (en)   |
| 7 septembre   | Albert Allen Bartlett     | Physicien américain.                                                                                                 | 90  | (en)   |
| 7 septembre   | Zelmo Beaty               | Basketteur américain.                                                                                                | 73  |        |
| 7 septembre   | Wolfgang Frank            | Footballeur allemand.                                                                                                | 62  | (de)   |
| 7 septembre   | Ilja Hurník               | Compositeur et essayiste tchèque.                                                                                    | 90  |        |
| 7 septembre   | Fred Katz                 | Violoncelliste américain.                                                                                            | 94  | (en)   |
| 7 septembre   | Koulouypa Konduchalova    | Femme politique kirghize.                                                                                            | 93  | (ky)   |
| 7 septembre   | Marek Špilár              | Footballeur slovaque.                                                                                                | 38  |        |
| 7 septembre   | Thomas Tittel (de)        | Athlète allemand. | 37  |        |
| 8 septembre   | Léopold Jorédié           | Leader indépendantiste kanak en Nouvelle-Calédonie.                                                                  | 66  |        |
| 8 septembre   | Ernest Rannou             | Joueur et entraîneur de football français.                                                                           | 89  |        |
| 8 septembre   | Lacey Baldwin Smith       | Historien et auteur américain.                                                                                       | 90  | (en)   |
| 8 septembre   | Jean Véronis              | Linguiste, informaticien et blogueur français.                                                                       | 58  |        |
| 9 septembre   | Alberto Bevilacqua        | Écrivain italien. | 79  | (it)   |
| 9 septembre   | Patricia Blair            | Actrice américaine.                                                                                                  | 80  | (en)   |
| 9 septembre   | Susan Fitzgerald          | Actrice irlandaise.                                                                                                  | 64  | (en)   |
| 10 septembre  | György Gurics             | Lutteur hongrois, médaillé de bronze aux Jeux olympiques d'été de 1952.                                              | 84  | (hu)   |
| 10 septembre  | Marcel Lanfranchi         | Footballeur français.                                                                                                | 92  |        |
| 10 septembre  | Anne-Sylvie Mouzon        | Femme politique belge.                                                                                               | 57  |        |
| 10 septembre  | Josef Němec               | Boxeur tchèque, médaillé de bronze aux Jeux olympiques d'été de 1960.                                                | 79  | (cs)   |
| 10 septembre  | Kjell Sjöberg             | Sauteur à ski suédois.                                                                                               | 76  | (sv)   |
| 10 septembre  | Glen Skov                 | Hockeyeur sur glace canadien.                                                                                        | 82  | (en)   |
| 11 septembre  | Fernand Boone             | Footballeur belge.                                                                                                   | 79  |        |
| 11 septembre  | Jean-Luc Balthazar        | Compositeur et chef d'orchestre belge.                                                                               | 70  |        |
| 11 septembre  | Jimmy Fontana             | Acteur, chanteur et compositeur italien.                                                                             | 78  | (it)   |
| 11 septembre  | Albert Jacquard           | Chercheur et essayiste français, spécialiste de la génétique des populations.                                        | 87  |        |
| 11 septembre  | Prince Jazzbo             | DJ jamaïcain de reggae.                                                                                              | 62  |        |
| 11 septembre  | Nic Weber                 | Journaliste luxembourgeois.                                                                                          | 87  | (de)   |
| 12 septembre  | Ray Dolby                 | Scientifique et inventeur américain (Dolby Noise Reduction, Dolby Surround, etc.).                                   | 80  |        |
| 12 septembre  | Erich Loest               | Écrivain allemand.                                                                                                   | 87  | (de)   |
| 12 septembre  | Candace Pert              | Pharmacologiste américaine.                                                                                          | 67  | (en)   |
| 12 septembre  | Joan Regan                | Chanteuse de musique pop traditionnelle britannique.                                                                 | 85  | (en)   |
| 12 septembre  | Otto Sander               | Acteur allemand. | 72  |        |
| 12 septembre  | Avrum Stroll              | Philosophe américain.                                                                                                | 92  | (en)   |
| 13 septembre  | Michel Bouchareissas      | Instituteur et syndicaliste français.                                                                                | 81  |        |
| 13 septembre  | Salustiano Sanchez        | Supercentenaire hispano-américain, doyen de l'humanité.                                                              | 112 |        |
| 14 septembre  | Simone Barillier          | Actrice et mannequin française.                                                                                      | 96  |        |
| 14 septembre  | Gérard Jodar              | Syndicaliste néocalédonien.                                                                                          | 61  |        |
| 14 septembre  | Faith Leech               | Nageuse australienne, championne olympique et médaillée de bronze aux Jeux olympiques d'été de 1956.                 | 72  | (en)   |
| 15 septembre  | Jackie Lomax              | Compositeur et interprète britannique de rock.                                                                       | 69  | (en)   |
| 15 septembre  | Tomás Ó Canainn           | Musicien traditionnel irlandais.                                                                                     | 82  | (en)   |
| 16 septembre  | Philip Berg               | Fondateur américain du Centre de la Kabbale de Los Angeles.                                                          | 86  | (en)   |
| 16 septembre  | Mac Curtis                | Chanteur et guitariste américain de rockabilly.                                                                      | 74  | (en)   |
| 16 septembre  | Daniel Díaz Torres        | Réalisateur cubain.                                                                                                  | 64  |        |
| 16 septembre  | Emmanuel Quarshie         | Footballeur ghanéen.                                                                                                 | 59  |        |
| 16 septembre  | Patsy Swayze              | Danseuse et chorégraphe américaine.                                                                                  | 86  | (en)   |
| 17 septembre  | Vilmo Gibello             | Peintre italien | 96  | (en)   |
| 17 septembre  | Pierre Macq               | Physicien belge, recteur de l'Université catholique de Louvain (1986-1995).                                          | 83  |        |
| 17 septembre  | Alexandra Naumik          | Musicienne de rock et de musique pop norvégienne, d'origine lituanienne.                                             | 64  | (no)   |
| 17 septembre  | Marvin Rainwater          | Chanteur de country américain.                                                                                       | 88  | (en)   |
| 17 septembre  | Martí de Riquer           | Écrivain et philologue catalan.                                                                                      | 99  | (es)   |
| 17 septembre  | Eiji Toyoda               | Industriel japonais, PDG (1967-1982) puis président du CA (1982-1992) de Toyota Motor Corporation.                   | 100 |        |
| 18 septembre  | Agostino Bonalumi         | Peintre et sculpteur italien.                                                                                        | 78  | (en)   |
| 18 septembre  | Lindsay Cooper            | Musicienne de rock expérimental britannique.                                                                         | 62  | (en)   |
| 18 septembre  | Rafael Corkidi            | Réalisateur et directeur de la photographie mexicain.                                                                | 83  |        |
| 18 septembre  | Stanislas Dombeck         | Footballeur français.                                                                                                | 81  |        |
| 18 septembre  | Pávlos Fýssas             | Rappeur et militant antifasciste grec.                                                                               | 34  |        |
| 18 septembre  | Raoul Girardet            | Historien français.                                                                                                  | 96  |        |
| 18 septembre  | Arthur Lamothe            | Cinéaste franco-canadien, québécois.                                                                                 | 84  |        |
| 18 septembre  | Dominique Loiseau         | Horloger français.                                                                                                   | 64  |        |
| 18 septembre  | Ken Norton                | Boxeur américain. | 70  |        |
| 18 septembre  | Carlos Alberto Raffo      | Footballeur argentin et équatorien.                                                                                  | 87  | (es)   |
| 18 septembre  | Marcel Reich-Ranicki      | Critique littéraire allemand.                                                                                        | 93  |        |
| 18 septembre  | Richard C. Sarafian       | Réalisateur américain.                                                                                               | 83  |        |
| 19 septembre  | Amidou                    | Acteur franco-marocain.                                                                                              | 78  |        |
| 19 septembre  | Robert Barnard            | Écrivain britannique.                                                                                                | 76  | (en)   |
| 19 septembre  | Øystein Fischer           | Physicien norvégien.                                                                                                 | 71  |        |
| 19 septembre  | Gerrie Mühren             | Footballeur néerlandais.                                                                                             | 67  |        |
| 19 septembre  | Hiroshi Yamauchi          | Homme d'affaires japonais, président de Nintendo (1949-2002).                                                        | 85  |        |
| 19 septembre  | Saye Zerbo                | Homme politique burkinabé, Président (1980-1982).                                                                    | 81  |        |
| 20 septembre  | Ercan Aktuna              | Footballeur turc. | 73  | (tr)   |
| 20 septembre  | George Bryan              | Businessman britannique, fondateur du parc à thème Drayton Manor.                                                    | 92  | (en)   |
| 20 septembre  | Carolyn Cassady           | Écrivaine américaine.                                                                                                | 90  | (en)   |
| 20 septembre  | Robert W. Ford            | Diplomate et écrivain britannique ayant travaillé au Tibet.                                                          | 90  | (en)   |
| 20 septembre  | Gilles Verlant            | Journaliste belge, animateur de télévision et de radio.                                                              | 56  |        |
| 21 septembre  | Kofi Awoonor              | Écrivain et poète ghanéen.                                                                                           | 78  |        |
| 21 septembre  | Michel Brault             | Directeur de la photographie et réalisateur québécois.                                                               | 85  |        |
| 21 septembre  | Roman Vlad                | Pianiste, compositeur de musique de films et musicologue italien.                                                    | 93  | (it)   |
| 21 septembre  | Walter Wallmann           | Homme politique allemand.                                                                                            | 80  | (de)   |
| 22 septembre  | Jane Connell              | Actrice américaine.                                                                                                  | 87  | (en)   |
| 22 septembre  | David Hunter Hubel        | Neurobiologiste américano-canadien, colauréat du Prix Nobel de médecine en 1981.                                     | 87  | (en)   |
| 22 septembre  | Álvaro Mutis              | Poète et romancier colombien.                                                                                        | 90  | (es)   |
| 22 septembre  | Luciano Vincenzoni        | Scénariste italien.                                                                                                  | 87  | (it)   |
| 23 septembre  | Harry Goodwin             | Photographe britannique.                                                                                             | 89  | (en)   |
| 23 septembre  | Anthony Hawkins           | Acteur australien.                                                                                                   | 80  | (en)   |
| 23 septembre  | John Hipwell              | Joueur australien de rugby à XV.                                                                                     | 65  | (en)   |
| 23 septembre  | Annette Kerr              | Actrice britannique.                                                                                                 | 93  | (en)   |
| 23 septembre  | Christopher Koch          | Écrivain australien.                                                                                                 | 81  | (en)   |
| 23 septembre  | Paul Kuhn                 | Musicien allemand.                                                                                                   | 85  | (en)   |
| 23 septembre  | Trevor Lummis             | Historien britannique.                                                                                               | 83  | (en)   |
| 23 septembre  | Vlatko Marković           | Footballeur yougoslave.                                                                                              | 76  | (cr)   |
| 23 septembre  | Hugo Raes                 | Écrivain belge. | 84  | (nl)   |
| 23 septembre  | António Ramos Rosa        | Écrivain portugais.                                                                                                  | 88  |        |
| 23 septembre  | Stanislaw Szozda          | Coureur cycliste polonais, champion du monde (1973 et 1975) et médaillé d'argent aux Jeux olympiques (1972 et 1976). | 62  |        |
| 24 septembre  | Jacqueline de Chambrun    | Pédiatre et résistante française.                                                                                    | 92  |        |
| 24 septembre  | Pietro Farina             | Prélat catholique italien, évêque de Caserte (2009-2013).                                                            | 71  | (en)   |
| 24 septembre  | Anthony Lawrence          | Journaliste britannique.                                                                                             | 101 | (en)   |
| 24 septembre  | Maurice Tubiana           | Oncologue français.                                                                                                  | 93  |        |
| 24 septembre  | Viktor Zinger             | Hockeyeur sur glace soviétique, champion aux Jeux olympiques d'hiver de 1968.                                        | 72  | (ru)   |
| 25 septembre  | Patrick Castro            | Raseteur français.                                                                                                   | 65  |        |
| 25 septembre  | Choi In-ho                | Écrivain sud-coréen.                                                                                                 | 68  | (en)   |
| 25 septembre  | Bernard Corboz            | Juge suisse. | 65  |        |
| 25 septembre  | Raoul Kohler              | Homme politique suisse.                                                                                              | 91  | (de)   |
| 25 septembre  | José Montoya              | Poète et artiste américain, cofondateur de la Royal Chicano Air Force.                                               | 81  | (en)   |
| 26 septembre  | Denis Brodeur             | Hockeyeur sur glace médaillé de bronze aux Jeux olympiques d'hiver de 1956 puis photographe québécois de sport.      | 82  |        |
| 26 septembre  | Aldo Reggiani             | Acteur italien. | 66  | (it)   |
| 26 septembre  | Sos Sargsyan              | Acteur arménien. | 83  | (en)   |
| 27 septembre  | Oscar Castro-Neves        | Guitariste et compositeur brésilien.                                                                                 | 73  | (pt)   |
| 27 septembre  | Ernst Gutting             | Prélat catholique allemand, évêque auxiliaire émérite de Spire.                                                      | 94  | (de)   |
| 27 septembre  | Ferenc Kárpáti            | Homme politique hongrois.                                                                                            | 86  | (hu)   |
| 27 septembre  | Tuncel Kurtiz             | Acteur turc. | 77  |        |
| 27 septembre  | Jean-Pierre Mallet        | Militaire français, Compagnon de la Libération.                                                                      | 93  |        |
| 27 septembre  | Silvano Montevecchi       | Prélat catholique italien, évêque d'Ascoli Piceno (1997-2013).                                                       | 75  | (en)   |
| 27 septembre  | Mame Bassine Niang        | Avocate sénégalaise.                                                                                                 | 62  |        |
| 27 septembre  | François Perin            | Homme politique belge.                                                                                               | 92  |        |
| 27 septembre  | Jay Robinson              | Acteur américain. | 83  | (en)   |
| 27 septembre  | Sandro Mariátegui Chiappe | Homme politique péruvien.                                                                                            | 91  | (es)   |
| 28 septembre  | Jean-Pierre Pierre-Bloch  | Homme politique et journaliste français.                                                                             | 74  |        |
| 28 septembre  | Igor Romichevski          | Hockeyeur sur glace soviétique, double champion olympique (1968 et 1972).                                            | 73  | (ru)   |
| 28 septembre  | Turgut Özakman            | Dramaturge et écrivain turc.                                                                                         | 83  | (en)   |
| 29 septembre  | S. N. Goenka              | Professeur birman de méditation Vipassana.                                                                           | 89  | (en)   |
| 29 septembre  | Bob Kurland               | Basketteur américain, double champion olympique (1948 et 1952).                                                      | 88  | (en)   |
| 29 septembre  | Robert Leeson             | Auteur britannique de livres pour la jeunesse.                                                                       | 85  | (en)   |
| 29 septembre  | Roy Peterson              | Dessinateur de presse canadien pour The Vancouver Sun (1962-2009).                                                   | 77  | (en)   |
| 29 septembre  | Toyoko Yamasaki           | Romancière japonaise.                                                                                                | 88  | (en)   |
| 30 septembre  | Anthony Hinds             | Producteur et scénariste britannique.                                                                                | 91  | (en)   |
| 30 septembre  | Ruth Maleczech            | Actrice de théâtre américaine.                                                                                       | 74  | (en)   |
| 30 septembre  | Rangel Valchanov          | Acteur et réalisateur de cinéma bulgare.                                                                             | 84  | (en)   |